# 第一次特朗普內閣
第一次特朗普內閣（英語：First cabinet of Donald Trump）是指唐納·川普於第45任美國總統任內領導的聯邦政府。根據美國憲法，總統有權向美國參議院提名其內閣成員並尋求確認。
在獲得參議院確認之前和國會聽證會進行期間，行政部門的高級官員會暫時領導這個等待參議院確認部長名單的政府部門。特朗普政府的成立是2016年總統選舉之後權力過渡的一部份。

## 政府

### 總統
美國總統是美國的國家元首、政府首腦和三軍統帥，根據1787年通過的美國憲法而設立，行使憲法賦予的行政權，領導內閣和聯邦行政部門。總統每屆任期4年，連選連任不得多於2次，由選舉人團間接選舉產生。

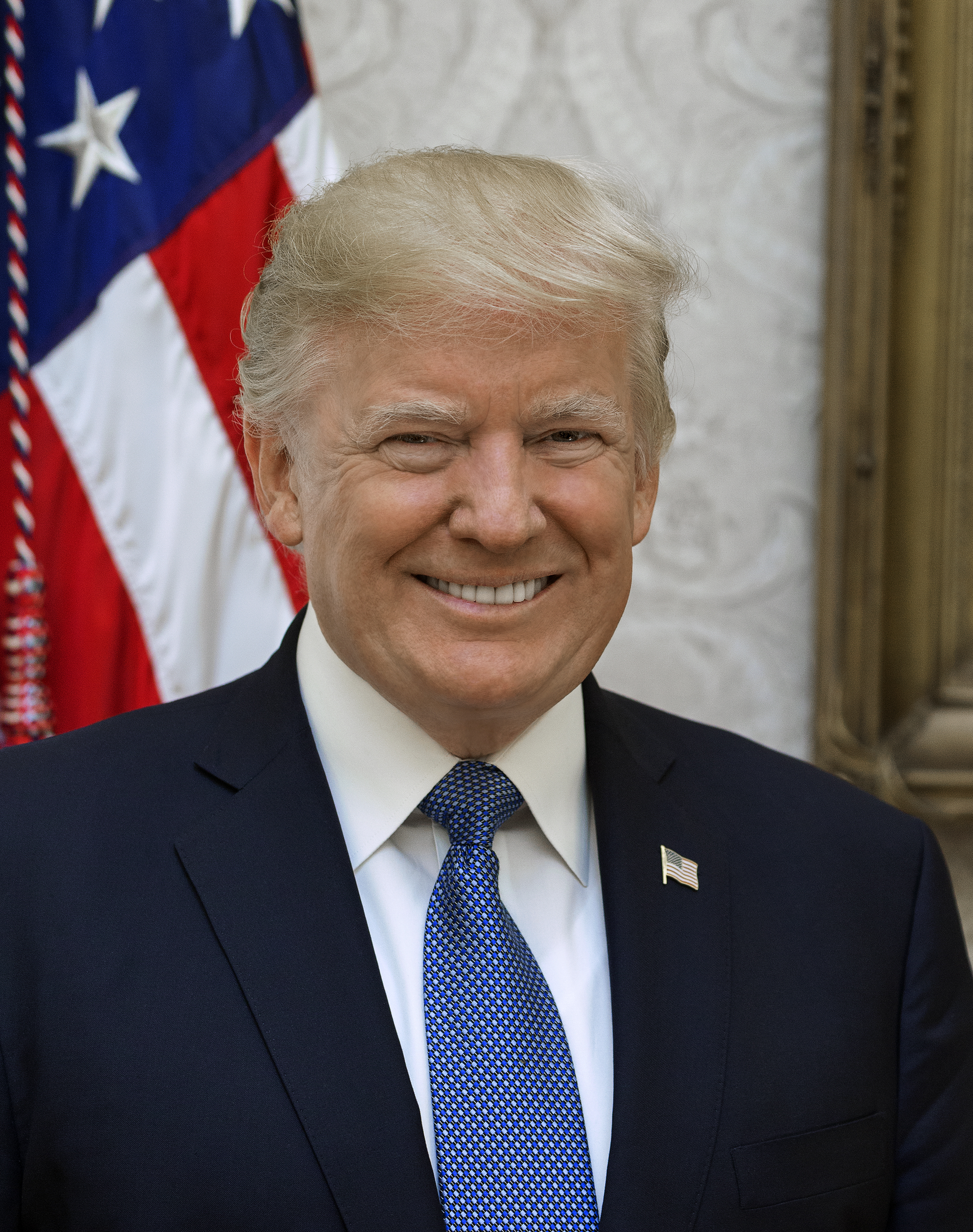
唐納·川普總統

### 內閣官員
美國聯邦政府所有內閣成員在得到美國總統提名後，都需要獲得參議院的同意和批准方可正式就職。其中，美國副總統職位的特殊之處在於該職位是根據憲法由選舉產生。儘管有些政府官員被授予內閣職級，但總統行政辦公室內部份官員並非內閣正式成員，例如白宮幕僚長、總統國家安全事務助理和白宮新聞發言人等都不屬於憲法規定的內閣職位，而且這些職位的多數任命都不需要得到參議院確認。
| 特朗普政府卸任前成員                                                   | 特朗普政府卸任前成員                                      | 特朗普政府卸任前成員                                                | 特朗普政府卸任前成員                                    |
| ---------------------------------------------------------------------- | --------------------------------------------------------- | ------------------------------------------------------------------- | ------------------------------------------------------- |
| 由選舉產生 代理職位 無須參議院確認                                     |                                                           |                                                                     |                                                         |
| 資料來源：                                                             |                                                           |                                                                     |                                                         |
| 職位 提名 / 就任日期                                                   | 擔任者                                                    | 職位 提名 / 就任日期                                                | 擔任者                                                  |
| – 副總統 2016年7月15日獲得提名 2016年11月8日確認當選 2017年1月20日就職 | 前任印第安納州州長 迈克·彭斯 （印第安納州）               | – 國務卿 2018年3月13日獲得提名 2018年4月26日正式就任                | 前任中央情報局局長 迈克·蓬佩奧 （堪薩斯州）             |
| – 財政部長 2016年11月30日獲得提名 2017年2月13日正式就任                | 前任OneWest Bank CEO 斯蒂芬·姆努欽 （加利福尼亞州）       | – 國防部長（代理） 2020年11月9日獲得提名 2020年11月9日正式就任      | 前任國家反恐中心主任 克里斯托弗·米勒 （艾奥瓦州）       |
| – 司法部長（代理） 2020年12月14日獲得提名 2020年12月24日正式就任       | 司法部副部長 傑弗里·羅森 （麻薩諸塞州）                   | – 內政部長 2018年12月15日獲得提名 2019年4月11日正式就任             | 前任內政部副部長 戴維·伯恩哈特 （弗吉尼亞州）           |
| – 農業部長 2017年1月18日獲得提名 2017年4月25日正式就任                 | 前任喬治亞州州長 桑尼·珀杜 （喬治亞州）                   | – 商務部長 2016年11月30日獲得提名 2017年2月28日正式就任             | 前任WL Ross & Co. CEO 威爾伯·羅斯 （佛羅里達州）        |
| – 勞工部長 2019年7月18日獲得提名 2019年9月30日正式就任                 | 前任勞工部勞工事務律師 尤金·斯卡利亞 （弗吉尼亞州）       | – 衛生及公共服務部部長 2017年11月13日獲得提名 2018年1月29日正式就任 | 前任衛生及公共服務部副部長 亞歷克斯·阿扎 （印第安納州） |
| – 住宅及城市發展部長 2016年12月5日獲得提名 2017年3月2日正式就任        | 前神經外科醫師 本·卡森 （弗吉尼亞州）                     | – 運輸部長（代理） 2021年1月7日獲得提名 2021年1月12日正式就任       | 署理運輸部副部長 史蒂文·布拉德伯里 （俄勒岡州）         |
| – 能源部長 2019年11月7日獲得提名 2019年12月4日正式就任                 | 前任能源部副部長 丹·布魯耶特 （德克薩斯州）               | – 教育部長（代理） 2021年1月7日獲得提名 2021年1月8日正式就任        | 教育部副部長 米克·扎伊斯 （南卡羅來納州）               |
| – 退伍軍人事務部長 2018年5月18日獲得提名 2018年7月30日正式就任         | 前任國防部人事與預備副部長 羅伯特·威爾基 （北卡羅來納州） | – 國土安全部長（代理） 2021年1月11日獲得提名 2021年1月12日正式就任  | 前任聯邦緊急事務管理署署長 彼得·T·盖诺 （羅得島州）     |
| 內閣級別官員                                                           |                                                           |                                                                     |                                                         |
| 職位 提名 / 就任日期                                                   | 擔任者                                                    | 職位 提名 / 就任日期                                                | 擔任者                                                  |
| – 白宮幕僚長 2020年3月6日獲得提名 2020年3月31日正式就任                | 前任美國眾議院議員 馬克·梅多斯 （北卡羅來納州）           | – 美國貿易代表 2017年1月3日獲得提名 2017年5月15日正式就任           | 前任副貿易代表 羅伯特·萊特希澤 （佛羅里達州）           |
| – 國家情報總監 2020年2月28日獲得提名 2020年5月26日正式就任             | 前任美國眾議院議員 約翰·拉特克里夫 （德克薩斯州）         | – 中央情報局局長 2018年3月13日獲得提名 2018年5月21日正式就任        | 前任中央情報局副局長 吉娜·哈斯佩爾 （肯塔基州）         |
| – 國家環境保護局局長 2018年7月5日獲得提名 2019年2月28日正式就任        | 前任國家環境保護局副局長 安德鲁·R·惠勒 （弗吉尼亞州）     | – 小企業管理局局長 2019年4月4日獲得提名 2020年1月15日正式就任       | 前任美國財政部司庫 喬薇塔·卡蘭扎 （伊利諾伊州）         |
| – 行政管理和預算局局長 2019年1月2日獲得提名 2020年7月22日正式就任      | 前任行政管理和預算局副局長 羅素·沃特 （弗吉尼亞州）       | 1. 2. 3. 4.                                                         | 1. 2. 3. 4.                                             |

## 外部連結
- List of Cabinet and Cabinet Level Officers at White House website